# Sebya, Mahal Kita
Sebya, Mahal Kita é uma telenovela filipina produzida e exibida pela ABS-CBN, cuja transmissão ocorreu em 1990.